# یان وازارسکی
یان وازارسکی (لهستانی: Jan Łazarski; ۲۶ اکتبر ۱۸۹۲ – ۱۱ اوت ۱۹۶۸) دوچرخه‌سوار اهل لهستان بود.
وی در مسابقات کشوری و بین‌المللی در مجموع برندهٔ ۱ مدال نقره شده‌است.